# Deakiv, Slavuta
Deakiv (în ucraineană Д'яків) este localitatea de reședință a comunei Deakiv din raionul Slavuta, regiunea Hmelnîțkîi, Ucraina.

## Demografie
Componența lingvistică a localității Deakiv
     Ucraineană (99,15%)
     Alte limbi (0,64%)
Conform recensământului din 2001, majoritatea populației localității Deakiv era vorbitoare de ucraineană (99,15%), existând în minoritate și vorbitori de alte limbi.